# Ana Miranda Paz

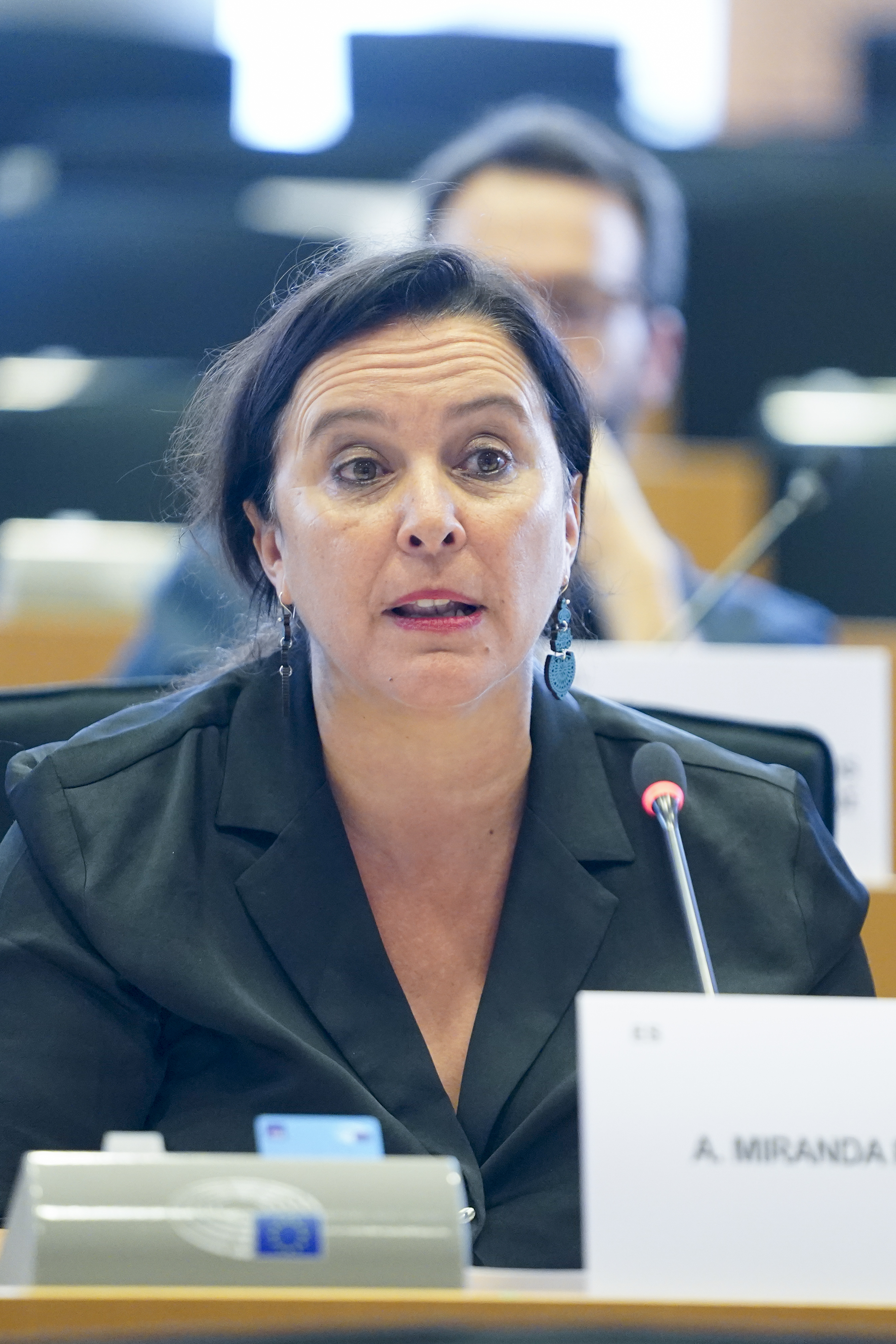
Ana Miranda Paz (2024)

Ana Miranda Paz (* 2. Mai 1971 in Cuntis, Pontevedra, Spanien) ist eine galicische Politikerin der Partei Bloque Nacionalista Galego.
Miranda Paz war vom 1. Januar 2012 bis zum 9. Juli 2013 Mitglied des Europäischen Parlaments. Ihre Mitgliedschaft erfolgte im Rahmen eines Rotationsprinzips. Sie rückte für Oriol Junqueras nach, ihr Nachfolger ist Iñaki Irazabalbeitia.
Vom 28. Februar 2018 bis zum Ende der Legislaturperiode am 1. Juli 2019 war sie erneut Mitglied des Europäischen Parlaments, sie rückte für Josu Juaristi nach.
Seit dem 5. September 2022 ist sie nun zum dritten Mal Mitglied des Europäischen Parlaments. Sie rückte für Pernando Barrena nach.
Im September 2018 nahm sie an einer pro-russischen Demonstration, u. a. organisiert von der Lettischen Russischen Union, in Riga, der Hauptstadt Lettlands, teil. Im Februar 2023 wollte sie als stellvertretendes Mitglied der Delegation des Europaparlaments für die Beziehungen zu Israel gemeinsam mit dieser das Land besuchen. Nach der Landung in Tel Aviv wurde Ana Miranda Paz jedoch die Einreise verweigert. Sie hatte zuvor die israelische „Besatzung“ Palästinas verurteilt. Ana Miranda Paz ist unter anderem auch stellvertretendes Mitglied der Delegation des Europaparlaments für die Beziehungen zu Palästina.